# Grand Prix Drivers' Association
Grand Prix Drivers' Association (Associação de Pilotos de Grandes Prêmios) ou GPDA é um associação que representa os interesses dos pilotos de F1.

## História
Foi fundada em 1961 e praticamente dissipada em 1982, quando conflitos entre a FOCA e a FIA dominavam o cenário automobilístico. Foi posteriormente reativada em 1994 após as mortes de Ayrton Senna e Roland Ratzenberger, e também em virtude do sério acidente sofrido por Rubens Barrichello no Grande Prêmio de San Marino de 1994.
A associação já teve vários presidentes como Michael Schumacher, Ralf Schumacher, entre outros.
Por outro lado, vários pilotos já sofreram duras críticas por assuntos relacionados a GPDA. Em Junho de 2006 Michael Schumacher teve seu cargo na associação revogado após uma manobra duvidosa no treino classificatório do Grande Prêmio de Mônaco daquele ano quando ficou com sua Ferrari parada na saída da curva Rascasse, provocando uma bandeira amarela no local e prejudicando a volta de seu principal adversário, o espanhol Fernando Alonso. Tal decisão causou grande polêmica e custou a saída de outros três membros: Jacques Villeneuve, Pedro de la Rosa e Jarno Trulli, o último deu a seguinte declaração: "a GPDA não pode, oficialmente, julgar o comportamento dos pilotos"
Já em novembro do mesmo ano Rubens Barrichello foi duramente criticado pelo piloto escocês David Coulthard que afirmou que o brasileiro só se aproveitava da Fórmula 1 após o piloto ter recusado um cargo na administração da associação.
Em maio de 2008 foi a vez de Felipe Massa ser criticado por Rubens Barrichello e Fernando Alonso por ter deixado a associação de pilotos. Massa justificou dizendo que sempre apoiou a GPDA, mas que não fazia mais diferença estar lá ou não.
Em março de 2008, Pedro de la Rosa assumiu o cargo de presidente, após votação unânime durante reunião em Albert Park. O piloto espanhol abandonou a posição em 2010, ao ser contratado como piloto titular da equipe Sauber, alegando não conseguiria dedicar à GPDA todo o tempo que precisava.
Em 26 de março de 2010, o piloto alemão Nick Heidfeld assumiu o cargo de presidente da associação. Sua liderança no entanto, teve pouco tempo de duração. Em 17 de agosto, foi anunciada sua contratação pela Pirelli, como piloto de testes para a composição dos pneus utilizados na temporada de 2011, abandonando o cargo que atuava como piloto de testes da equipe Mercedes e também o de presidente da associação. Ainda no mesmo mês, o brasileiro Rubens Barrichello, piloto da equipe Williams, foi eleito o novo presidente.
Com a saída de Barrichello da categoria, em 2012, o espanhol Pedro de la Rosa assumiu novamente a posição de presidente da entidade.

## Membros e liderança

### Lista de presidentes
| Presidente                 | Anos de serviço      |
| -------------------------- | -------------------- |
| Stirling Moss              | 1961–1963            |
| Jo Bonnier                 | 1963–1971            |
| Jackie Stewart             | 1972–1978            |
| Jody Scheckter             | 1979–1980            |
| Didier Pironi              | 1980–1982            |
| GPDA dissolvida: 1982–1994 |                      |
| Michael Schumacher         | 1994–2005            |
| David Coulthard            | 2005–2006            |
| Ralf Schumacher            | 2006–2008            |
| Pedro de la Rosa           | 2008–2010, 2012–2014 |
| Nick Heidfeld              | 2010                 |
| Rubens Barrichello         | 2010–2012            |
| Alexander Wurz             | 2014–presente        |

### Lista de diretores
| Diretor            | Anos                    | Como presidente     |
| ------------------ | ----------------------- | ------------------- |
| Michael Schumacher | 1996–2005               | 1996–2005           |
| Gerhard Berger     | 1996                    |                     |
| Martin Brundle     | 1996                    |                     |
| Damon Hill         | 1996–1998               |                     |
| David Coulthard    | 1996–2006               | 2005–2006           |
| Alexander Wurz     | 1998–2001 2014–presente | 2014–presente       |
| Jarno Trulli       | 2001–2006               |                     |
| Mark Webber        | 2003–2005 2006–2010     |                     |
| Ralf Schumacher    | 2006–2007               | 2006–2008           |
| Fernando Alonso    | 2006–2010               |                     |
| Pedro de la Rosa   | 2008–2010 2012–2014     | 2008–2010 2012–2014 |
| Nick Heidfeld      | 2010                    | 2010                |
| Felipe Massa       | 2010–2013               |                     |
| Sebastian Vettel   | 2010–2022               |                     |
| Rubens Barrichello | 2010–2011               | 2010–2011           |
| Jenson Button      | 2013–2017               |                     |
| Romain Grosjean    | 2017–2020               |                     |
| George Russell     | 2021–presente           |                     |
| Anastasia Fowle    | 2021–presente           |                     |